# حمام چم زین
حمام چم زین مربوط به دوره قاجار است و در شهرستان سامان، دهستان سامان، روستای چم زین واقع شده و این اثر در تاریخ ۷ خرداد ۱۳۸۷ با شمارهٔ ثبت ۲۲۹۴۶ به‌عنوان یکی از آثار ملی ایران به ثبت رسیده است.